# Khlong Khuean (huyện)
Khlong Khuean (tiếng Thái: คลองเขื่อน) là một huyện (‘‘amphoe’’) thuộc tỉnh Chachoengsao, miền trung Thái Lan.

## Lịch sử
The district đã được thành lập ngày 31 tháng 5 năm 1993 thông qua việc tách ra từ Bang Khla.
Theo quyết định của chính phủ Thái Lan ngày 15 tháng 5 năm 2007, tất cả 81 tiểu huyện đều được nâng thành huyện. Với việc đăng Công báo hoàng gia ngày 24 tháng 8, quyết định nâng cấp này thành chính thức.

## Địa lý
Các huyện giáp ranh là (từ phía đông theo chiều kim đồng hồ) Bang Khla, Mueang Chachoengsao, Bang Nam Priao thuộc tỉnh Chachoengsao và Ban Sang thuộc tỉnh Prachinburi.
Nguồn nước quan trọng của vùng này là Bang Pakong River.

## Hành chính
Huyện này được chia thành 5 phó huyện (tambon), các đơn vị này lại được chia thành 32 làng (muban). Không có khu vực đô thị (thesaban, và 5 tổ chức hành chính tambon (TAO).
| Số TT | Tên           | Tên tiếng Thái | Số làng | Dân số |  |
| ----- | ------------- | -------------- | ------- | ------ |  |
| 1.    | Kon Kaeo      | ก้อนแก้ว         | 6       | 3.094  |  |
| 2.    | Khlong Khuean | คลองเขื่อน       | 6       | 3.703  |  |
| 3.    | Bang Lao      | บางเล่า         | 6       | 2.022  |  |
| 4.    | Bang Rong     | บางโรง         | 7       | 2.236  |  |
| 5.    | Bang Talat    | บางตลาด        | 7       | 2.435  |  |